# Rùa núi viền
Rùa núi viền (danh pháp khoa học: Manouria impressa) là một loài động vật bản địa của các khu vực rừng miền núi tại Đông Nam Á, như ở Myanmar, miền nam Trung Quốc, Thái Lan, Lào, Việt Nam, Campuchia và Malaysia. Rùa núi viền thường sinh sống trên cạn ở các khe rãnh, thung lũng. Loài rùa này là một trong số các loài rùa cạn đẹp nhất, với mai và da màu nâu vàng. Rùa núi viền trưởng thành nhỏ hơn nhiều so với họ hàng gần của nó là rùa núi nâu (Manouria emys), với kích thước tối đa là 35 cm.
Các địa phương ở Việt Nam có rùa núi viền là các tỉnh Lai Châu, Lào Cai, Nghệ An, Hà Tĩnh, Gia Lai, Kon Tum và Lâm Đồng. Loài này được liệt kê trong Sách đỏ động vật Việt Nam, hạng V.

## Hình ảnh

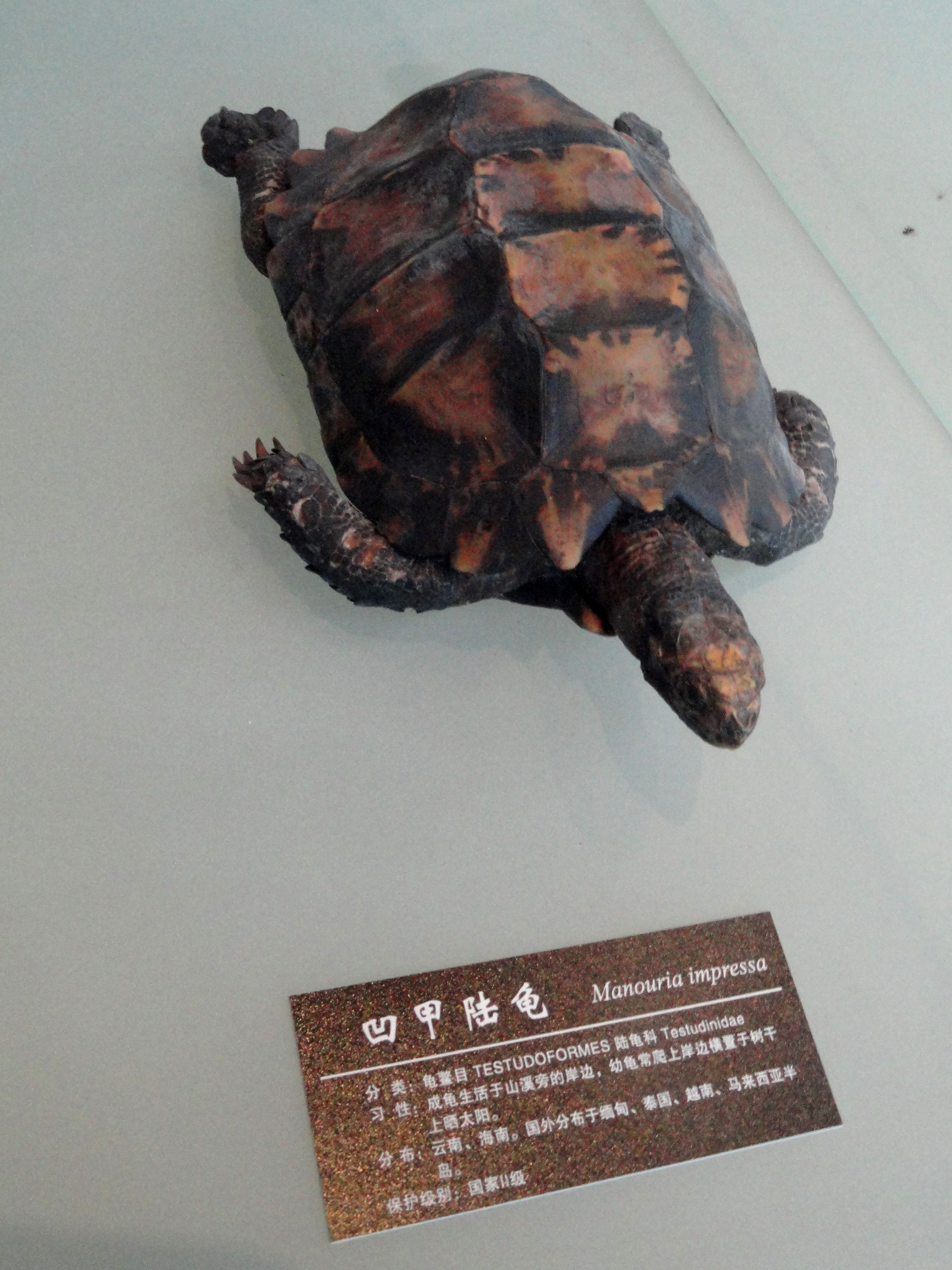
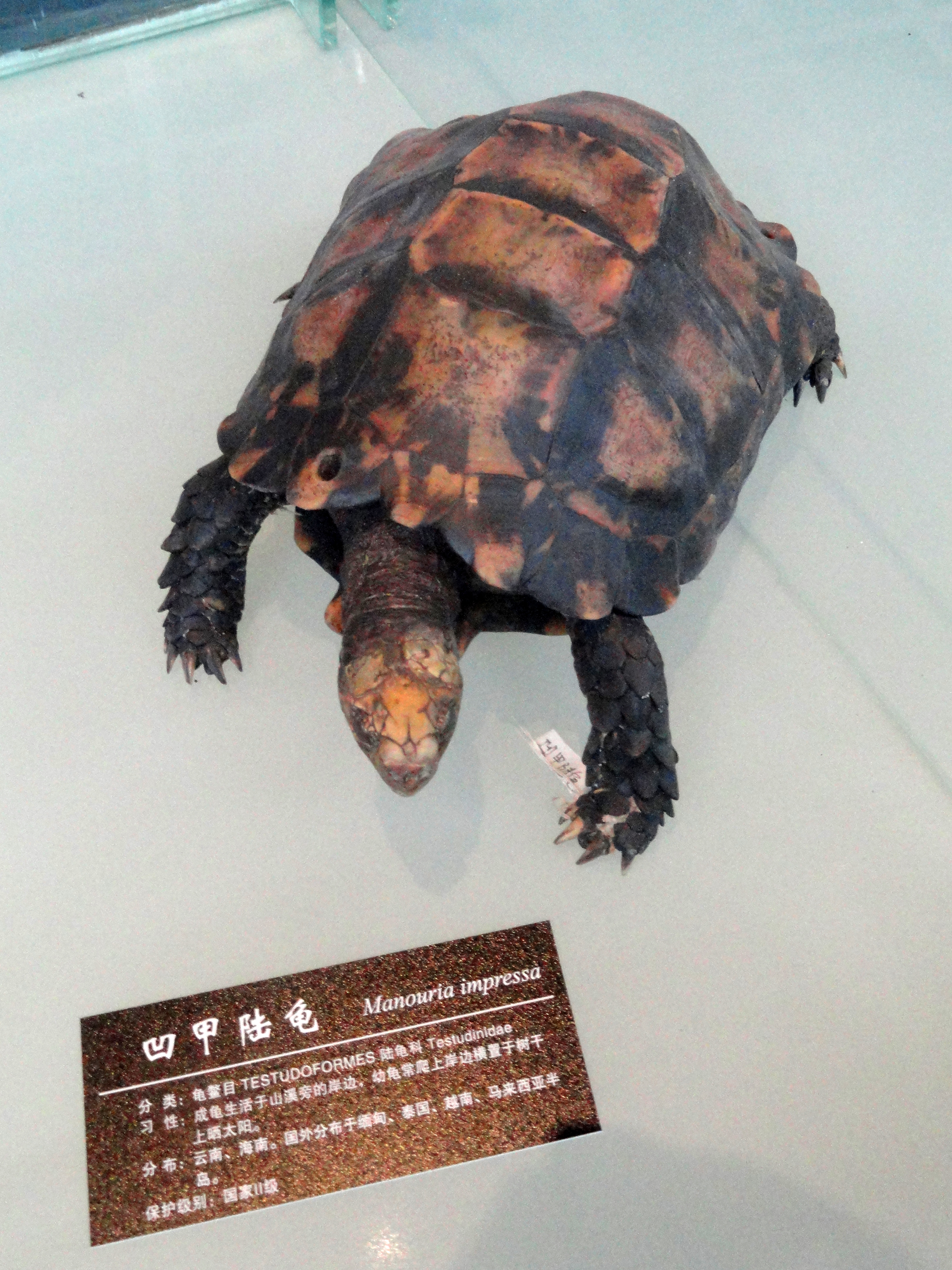
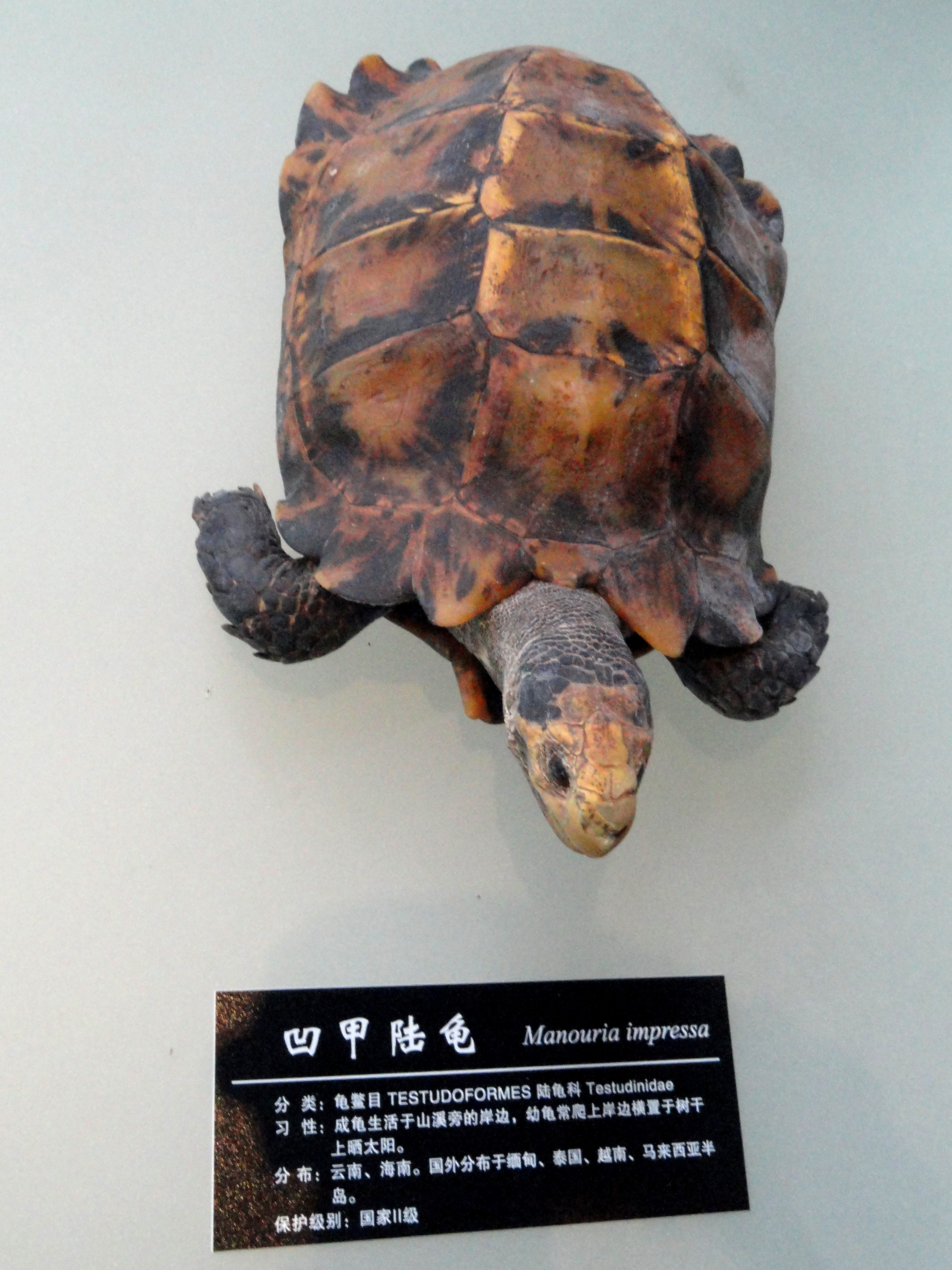
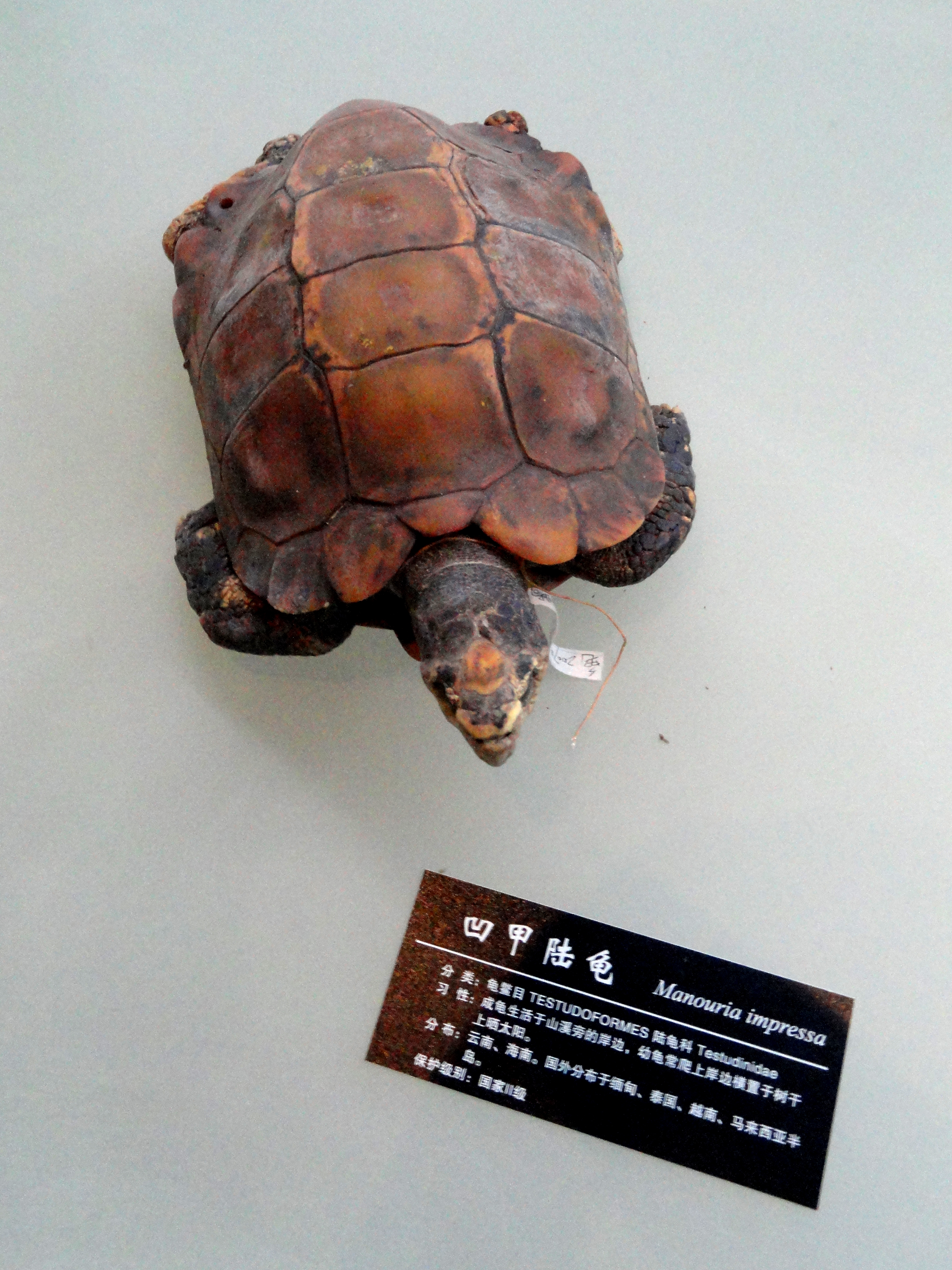